# Michele Mauri
Michele Mauri (Vimercate, 20 dicembre 1961) è un giornalista e scrittore italiano.
Ha iniziato la sua attività professionale collaborando giovanissimo con riviste di natura, quali Oasis e Panda, il magazine del WWF Italia. Dal 2000 collabora con La Rivista della Natura il bimestrale dedicato all'ambiente, alla flora, alla fauna, agli itinerari, all'attualità, con uno sguardo attento alle tematiche ecologiche. Dal 2005 è direttore responsabile del mensile Vivere.
Ha al suo attivo vari lavori dedicati ai temi della conservazione del paesaggio naturale, rurale e urbano e alla storia locale.
Ha pubblicato una monografia dedicata alla presenza dell'Orso Bruno in Lombardia. Tra i suoi libri si segnalano Trittico vimercatese, raccolta di biografie dedicate a Gian Giacomo Caprotti, noto anche come Salai, l'allievo prediletto da Leonardo Da Vinci, Gaspare da Vimercate, il fondatore della chiesa milanese di Santa Maria delle Grazie, Gian Giacomo Gallarati Scotti, nobiluomo lombardo che ha dedicato gran parte della propria vita alla tutela dell'orso bruno delle Alpi, e VistaLario (con Andrea Dusio), un'antologia di interviste a personaggi legati al Lago di Como, fra cui Milva, Davide Van de Sfroos, Fiorenzo Magni, Antonio Rossi, Andrea Vitali, Maria Amelia Monti, Riccardo Cassin.
Nel 2015 ha pubblicato il romanzo Salaì. L'altra metà di Leonardo con il quale ha vinto il Premio Internazionale di Letteratura Città di Como nella categoria opera prima.

## Opere
- M. Mauri, Salaì. L'altra metà di Leonardo, Missaglia, Bellavite, 2015, ISBN 978-88-7511-234-9
- M.Mauri, In mezzo scorre l'Adda. Missaglia, Bellavite, 2013. ISBN 978-88-7511-229-5
- M. Mauri, Circolo Sciatori Madesimo 1911-2011. Missaglia, Bellavite. 2011. ISBN 978-88-7511-182-3.
- M. Mauri, Monza-Resegone. La storia, la tradizione, la leggenda. Missaglia, Bellavite e Società Alpinisti Monzesi. 2010. ISBN 978-88-7511-138-0.
- M. Mauri, A. Dusio. VistaLario. Il Lago di Como raccontato da... Missaglia, Bellavite. 2007. ISBN 978-88-7511-077-2.
- M. Mauri et al. Puglia, il vademecum delle aree protette. Milano, Edinat. 2006
- M. Mauri, Piazze in Brianza. Ediz. italiana e inglese. Missaglia, Bellavite. 2006. ISBN 88-7511-066-2.
- M. Mauri et al. Toscana, collana: il vademecum delle aree protette, Milano, Edinat. 2006. ISBN 88-902496-0-9.
- M. Mauri, Parco di Montevecchia e della Valle del Curone. Cuore verde di Brianza. Missaglia, Bellavite. 2006. ISBN 88-7511-051-4.
- M. Mauri et al. Emilia-Romagna, il vademecum delle aree protette. Milano, Edinat. 2005. ISBN 88-86569-23-8.
- M. Mauri, F. Tommasinelli. Liguria, il vademecum delle aree protette. Milano, Edinat. 2005. ISBN 88-86569-21-1.
- M. Mauri, D.F. Ronzoni. Ville della Brianza. Ediz. italiana e inglese vol. 2. Missaglia, Bellavite. 2004. ISBN 88-7511-031-X.
- M. Mauri, Lombardia, il vademecum delle aree protette. Milano, Edinat. 2004. ISBN 88-86569-17-3.
- M. Mauri, D.F. Ronzoni. Ville della Brianza. Ediz. italiana e inglese vol. 1. Missaglia, Bellavite. 2003. ISBN 88-7511-005-0
- M. Mauri, Trittico vimercatese. Gian Giacomo Caprotti detto Salai. Gaspare da Vimercate. Gian Giacomo Gallarati Scotti. Missaglia, Bellavite. 2002. ISBN 88-86832-89-3.
- M. Mauri, Guida agrituristica. Province di Como, Lecco, Milano e Sondrio. Missaglia, Bellavite. 2001. ISBN 88-86832-76-1.
- M. Mauri, I sentieri del Molgora. Missaglia, Bellavite. 2000. ISBN 88-86832-51-6.